# Mozoncillo (kommunhuvudort)
Mozoncillo är en kommunhuvudort i Spanien.   Den ligger i provinsen Provincia de Segovia och regionen Kastilien och Leon, i den centrala delen av landet, 90 km nordväst om huvudstaden Madrid. Mozoncillo ligger 860 meter över havet och antalet invånare är 997.
Terrängen runt Mozoncillo är platt.Runt Mozoncillo är det ganska glesbefolkat, med 30 invånare per kvadratkilometer. Närmaste större samhälle är Carbonero el Mayor, 6,9 km väster om Mozoncillo. Trakten runt Mozoncillo består till största delen av jordbruksmark.